# Absolute meerderheid
Een absolute meerderheid van stemmen is een aantal stemmen van ten minste de helft van het totale aantal toegestane stemmen plus ½; eenvoudig gezegd: "de helft plus een half". De populaire uitdrukking "de helft plus een" geldt alleen bij een even aantal stemmen.
Wanneer een besluit genomen moet worden met een absolute meerderheid, bepalen de statuten van een vereniging of de wetgeving wat het totale aantal toegestane stemmen is. In veel gevallen betreft dit totale aantal het aantal geldig uitgebrachte stemmen, maar vaak wordt daarbij een minimumaantal uit te brengen stemmen op een bepaald aantal vereiste aanwezigen voorgeschreven.
Voor een gewone meerderheid gelden alleen de geldige voor- en tegenstemmen, maar bij een absolute meerderheid worden ook de onthoudingen, de blanco-stemmen of het aantal afwezigen (indien dit zo bepaald is) op een vergadering meegeteld om te bepalen of de helft van de stemmen is bereikt. Bij een gewone meerderheid volstaat het dat er meer voor- dan tegenstemmen zijn, en wordt geen rekening gehouden met de onthoudingen, de blanco-stemmen of met het aantal afwezigen. In België spreekt men soms ook over 'een volstrekte meerderheid van de leden' (bij een stemming) als men een absolute meerderheid bedoelt. 
Als men van een fractie in een wetgevende vergadering zegt dat ze de absolute meerderheid heeft, betekent dit dat ze beschikt over minstens 1 zetel meer dan de resterende beschikbare zetels. 

## Voorbeeld
In een organisatie met 150 leden zijn 120 leden aanwezig op de stemming, waarvan 65 leden voor een bepaald wetsvoorstel stemmen, 10 personen zich onthouden of blanco stemmen, 45 personen tegen stemmen. Dit is zowel een gewone meerderheid, als een absolute meerderheid. Als slechts een gewone meerderheid vereist is, dan volstaat de helft van 120-10=110 stemmen plus een half, oftewel 56 voorstemmen. Als een absolute meerderheid nodig is, heeft men minstens de helft van het totale aantal stemmers plus een half nodig, dus 61 voorstemmen (tenzij de afwezigen ook meetellen als stemmen).